# Turgut Özal
Turgut Özal (ur. 13 października 1927 w Malatyi, zm. 17 kwietnia 1993 w Ankarze) – turecki polityk, inżynier i urzędnik państwowy, założyciel i lider Partii Ojczyźnianej, wicepremier, minister, deputowany, w latach 1983–1989 premier Turcji, a od 1989 do 1993 prezydent tego kraju.

## Życiorys
W 1950 ukończył studia z zakresu elektrotechniki na Uniwersytecie Technicznym w Stambule. Pracował w administracji państwowej – w głównej dyrekcji do spraw wodociągów, głównej dyrekcji do spraw badań energii elektrycznej oraz sekretariacie komisji planowania. W 1965 został doradcą technicznym w urzędzie premiera, od 1967 do 1971 był zatrudniony w kierownictwie Państwowej Organizacji Planowania. Na początku lat 70. pracował w Banku Światowym w Stanach Zjednoczonych. Po powrocie do Turcji zajmował menedżerskie stanowiska w przedsiębiorstwach sektora bankowego, motoryzacyjnego, spożywczego i odlewniczego. W 1977 bezskutecznie kandydował na posła z ramienia islamistycznej partii MSP Necmettina Erbakana. Był następnie przewodniczącym MESS, zrzeszenia przemysłowców sektora metalowego. W 1979 powołany na podsekretarza stanu w urzędzie premiera w czasie pełnienia tej funkcji przez Süleymana Demirela.
We wrześniu 1980 po wojskowym zamachu stanu otrzymał nominację na wicepremiera i ministra stanu w gabinecie admirała Bülenda Ulusu. Powierzono mu odpowiedzialność za sprawy gospodarcze. Zrezygnował z tych urzędów w 1982. W następnym roku założył Partię Ojczyźnianą (ANAP), którą kierował do 1989. Formacja ta wygrywała wybory w 1983 i 1987; jej lider uzyskiwał wówczas mandat deputowanego do Wielkiego Zgromadzenia Narodowego Turcji.
Od 13 grudnia 1983 do 31 października 1989 zajmował stanowisko premiera. W czerwcu 1988 podczas kongresu ANAP podjęto próbę zamachu na jego życie; jeden z pocisków trafił go w palec. 9 listopada 1989 objął urząd prezydenta Turcji. Zmarł w trakcie pełnienia tej funkcji 17 kwietnia 1993.
Nagła śmierć prezydenta spowodowała podejrzenia, że doszło do jego otrucia; tezę tę stawiali m.in. członkowie jego rodziny. W 2012 dokonano ekshumacji i zbadania zwłok, które wykazały obecność trucizny. Oskarżony w tej sprawie emerytowany generał Levent Ersöz został uniewinniony w postępowaniu sądowym.

## Życie prywatne
Dwukrotnie żonaty, pierwsze krótkotrwałe małżeństwo zakończyło się rozwodem. Jego drugą żoną została Semra Özal, z którą miał troje dzieci. W działalność polityczną zaangażowali się m.in. jego brat Korkut Özal, syn Ahmet Özal i szwagier Ali Tanrıyar. Od strony matki miał kurdyjskie pochodzenie.